# Parex Group
Parexgroup est une entreprise de chimie de la construction, fournisseur de solutions de spécialité pour l’industrie de la construction et de la rénovation.
Issu de l’activité mortiers de Lafarge, il a pris son indépendance au début des années 2000. Ses activités comprennent des enduits pour la protection et la décoration des façades, des colles à carrelage et revêtements de sols, des systèmes d’étanchéité ainsi que des solutions techniques pour le béton et le génie civil.
A fin 2017, pour l'ensemble du groupe, Parexgrooup estime son chiffre d’affaires à 1 milliard d’€ avec 4 400 collaborateurs répartis dans 22 pays et 72 sites industriels.

## Historique

### Les origines, au sein de Lafarge
À partir de 1979, le groupe Lafarge cherche à diversifier son activité (le ciment) et choisit d’investir dans un nouveau métier : les mortiers industriels.
Entre 1979 et 1982, Lafarge rachète successivement les sociétés ZRYD, Prolifix, CIPA et Paretan Garoche. Le regroupement de ces entreprises forme la division mortiers du pôle Lafarge nouveaux matériaux.
D’autres entreprises sont acquises entre 1987 et 1988 (Omniplastic, Gentia Philplug et PCN, puis VPM).

### Années 80-90: début de l’internationalisation
1987 marque le début de l’internationalisation de l’activité, dont la plupart des produits doivent être conçus et fabriqués localement pour pouvoir s’établir durablement sur les nouveaux marchés.
Parex Inc. à Atlanta est créée ex nihilo, puis le groupe fait l’acquisition de Klaukol en Argentine, leader national des colles à carrelage ; il crée ensuite Texsa Morteros en Espagne, une entité issue d’activités mortiers acquises par Lafarge, puis récupère les activités mortiers de Qualimat, division Ciment de Lafarge au Brésil.
Le développement international se poursuit en 1992 par différentes prises de participation, notamment en Thaïlande. En 1999, l’ensemble de ces activités est regroupé sous une seule entité juridique (Lafarge Mortiers S.A.) et deux marques (Parex et Lanko).

### Années 2000: sortie de Lafarge par LBO et poursuite de la croissance internationale
Au début des années 2000, le groupe Lafarge décide de se recentrer sur ses activités historiques et de se désengager progressivement de plusieurs métiers. L’activité mortiers est cédée, sous le nom de Materis, à des fonds d’investissement, à travers plusieurs Leverage Buy Out successifs. Lafarge s’en désengage définitivement en 2006.
En parallèle, le groupe poursuit sa stratégie de croissance à l’international avec l’acquisition de La Habra, leader californien des stuccos ; ainsi que l’acquisition de Davco, société basée en Australie et Singapour.
Durant les années 2000, Parex acquiert de nombreuses sociétés aux USA, au Brésil, en Argentine, en Australie, au Chili, en Belgique, en Espagne, au Danemark et créé des filiales notamment à Dubaï, au Royaume-Uni, au Qatar, aux Philippines et au Paraguay.
En 2006, Parex acquiert Ferns Davco en Chine, qui permettra le développement de l’activité dans ce pays, deuxième pays du groupe quant au chiffre d’affaires en 2017.

### Années 2010: autonomie de Parex

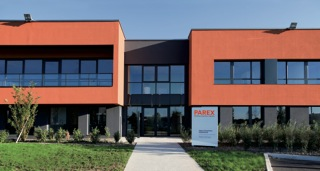
Centre de recherche Parex à Saint-Quentin-Fallavier

En juin 2014, Materis cède Parex à un fonds d’investissement pour 880 millions d’euros,,,.
Parex devient donc autonome et la même année, et investit pour agrandir son centre de Recherche et développement situé à Saint-Quentin-Fallavier.
En 2017, Parex achète sociétés Apurva en Inde, Mortero en Algérie et SuperTek aux Etats-Unis[source insuffisante].
Le 8 janvier 2019, l'entreprise suisse Sika lance une offre ferme pour racheter Parex auprès du fonds d'investissement CVC Capital Partners. Une opération basée sur une valeur d'entreprise estimée à 2,5 milliards de francs suisses (2,22 milliards d'euros) et qui permettrait à Sika de doubler ses activités de mortier pour atteindre 2 milliards d'euros. L'entreprise suisse espère avec cette acquisition une synergie annuelle de 80 à 100 millions de francs suisses. L'acquisition est finalisée en mai 2019,

## Activités
Parex est un spécialiste des mortiers industriels, avec en particulier un fort développement dans les solutions organiques et liquides. Le groupe élabore, formule, produit et vend des solutions pour la protection et la décoration des façades (enduits), pour les carrelages et revêtements de sols (colles), et pour le secteur de la construction et du génie civil (systèmes d’étanchéité).
Il a notamment innové en lançant les premiers mortiers sans poussière en 2006.

## Organisation

### Implantations en France
En France, Parex opère à travers 6 sites industriels et 2 plateformes logistiques.

### Implantations à l'international
Parex est présent dans 22 pays, avec 18 marques locales (ParexLanko en France, Davco en Asie, Klaukol en Argentine, Portokoll au Brésil…) et des expertises globales en R&D et assistance technique, en processus industriels, en marketing produit et en distribution.